# Char Ramsès II
Le char Ramsès II est un char de combat principal conçu pour les forces armées égyptiennes. Il s'agit d'une version modernisée du T-54. Un seul T-54 a été envoyé aux États-Unis pour mise à niveau. Le premier prototype a été envoyé en Égypte où des essais approfondis ont été achevés à la fin de 1987. Le char est finalement entré en production en 2004-2005. 260 unités ont été produites avec des plans pour des unités supplémentaires. Le char s'appelait à l'origine le T-54E (« E » signifie « égyptien »).
Au début, la mise à niveau concernait uniquement la puissance de feu et la mobilité du char, tandis que les dernières étapes comprenaient également l'amélioration du niveau de protection. La coque du char a été modifiée pour accueillir le nouveau moteur qui avait de grands points communs avec celui utilisé par le M60A3 (le char de combat principal le plus nombreux en service égyptien actif), en conséquence une roue de route supplémentaire a été ajoutée. Le char est armé du même canon principal utilisé par les M60A3 égyptiens. De plus, le char utilise un système de contrôle de tir sophistiqué.